# Cvet z juga
Cvet z juga je pesem, s katero je Alenka Gotar predstavljala Slovenijo na Pesmi Evrovizije 2007. Avtorja – skladatelja in besedilopisca – pesmi sta Andrej Babić in Aleksandar Valenčić.

## Polfinale
V polfinalu je pesem nastopila 25. in zasedla 7. mesto s 140 točkami ter se uvrstila v finale.

### Podelitev točk
| Država | Andora | Avstrija | Belorusija | Belgium | Bosna in Hercegovina | Bolgarija | Hrvaška | Češka republika | Francija | Makedonija | Madžarska | Irska | Latvija | Malta | Moldavija | Črna gora | Norveška | Poljska | Portugalska | Romunija | Rusija | Srbija | Španija | Nizozemska | Turčija | Ukrajina | Skupaj |
| Točke  | 8      | 2        | 6          | 6       | 6                    | 5         | 10      | 4               | 1        | 5          | 7         | 1     | 5       | 5     | 3         | 8         | 5        | 7       | 7           | 4        | 5      | 7      | 7       | 6          | 3       | 7        | 140    |
| ------ | ------ | -------- | ---------- | ------- | -------------------- | --------- | ------- | --------------- | -------- | ---------- | --------- | ----- | ------- | ----- | --------- | --------- | -------- | ------- | ----------- | -------- | ------ | ------ | ------- | ---------- | ------- | -------- | ------ |

## Finale
Pesem je nastopila v finalu 7. in končala na 15. mestu s 66. točkami.